# Lipinia infralineolata
Lipinia infralineolata är en ödleart som beskrevs av  Günther 1873. Lipinia infralineolata ingår i släktet Lipinia och familjen skinkar. IUCN kategoriserar arten globalt som livskraftig. Inga underarter finns listade i Catalogue of Life.